# Carduiceps zonarius
Carduiceps zonarius är en insektsart som först beskrevs av Nitzsch in Giebel 1866.  Carduiceps zonarius ingår i släktet tigerlöss, och familjen fjäderlöss. Arten är reproducerande i Sverige. Inga underarter finns listade i Catalogue of Life.